# Šići
Šići är en ort i Bosnien och Hercegovina.   Den ligger i entiteten Federationen Bosnien och Hercegovina, i den centrala delen av landet, 70 km väster om huvudstaden Sarajevo. Šići ligger 644 meter över havet och antalet invånare är 340.
Terrängen runt Šići är huvudsakligen kuperad, men åt nordväst är den platt. Närmaste större samhälle är Bugojno, 3,1 km väster om Šići. 
Omgivningarna runt Šići är en mosaik av jordbruksmark och naturlig växtlighet. Runt Šići är det ganska tätbefolkat, med 93 invånare per kvadratkilometer.